# Busachi
Busachi (sardinsky: Busàche) je italská obec (comune) v provincii Oristano v regionu Sardinie. Nachází se ve výšce 379 metrů nad mořem a má přibližně 1 200 obyvatel. Rozloha obce je 59,03 km².